# Новогоряновское сельское поселение
Новогоря́новское сельское поселение — муниципальное образование в составе Тейковского района Ивановской области России.
Центр — село Новое Горяново.

## История
Новогоряновское сельское поселение образовано 11 января 2005 года в соответствии с Законом Ивановской области № 4-ОЗ.

## Население
| 2002  | 2010  | 2011  | 2012  | 2013  | 2014  | 2015  |
| ----- | ----- | ----- | ----- | ----- | ----- | ----- |
| 1462  | ↘1342 | ↘1333 | ↘1325 | ↘1316 | ↘1297 | ↘1267 |
| 2016  | 2017  | 2018  | 2019  | 2020  | 2021  |       |
| ↘1238 | ↘1224 | ↘1179 | ↘1143 | ↘1136 | ↗1298 |       |

## Состав
| № | Населённый пункт | Тип населённого пункта       | Население |
| - | ---------------- | ---------------------------- | --------- |
| 1 | Малое Клочково   | деревня                      | ↘41       |
| 2 | Междуреченск     | село                         | 201       |
| 3 | Ново-Василево    | деревня                      | 0         |
| 4 | Новое Горяново   | село, административный центр | 1100      |